# ボミヒルズ
ボミヒルズ（Bomi Hills）とは西アフリカのリベリアにあり、隣国シエラレオネと国境を跨る丘区域である。西アフリカ有数の鉄鉱石の主産地で、多くの鉄鉱石が採掘され産出されている。
1930年代後半から1940年代前半辺りにかけてリベリア政府の許可を得てアメリカ資本の鉄鉱会社の調査及び開発が始まり、後にスウェーデンやドイツやイタリアなどの鉄鉱会社も開発し、1970年代後半をピークにリベリアの重要な鉄鉱石の採掘地として発展して行った。特にアメリカ系のリベリア鉄鉱会社（Liberia Mining Company）が、タブマンバーグを拠点として大規模な採掘を行った。1989年以来の内戦勃発後はチャールズ・テーラー率いるリベリア国民愛国戦線（NPFL）の支配下に置かれていた。